# Christoph Eschenbach

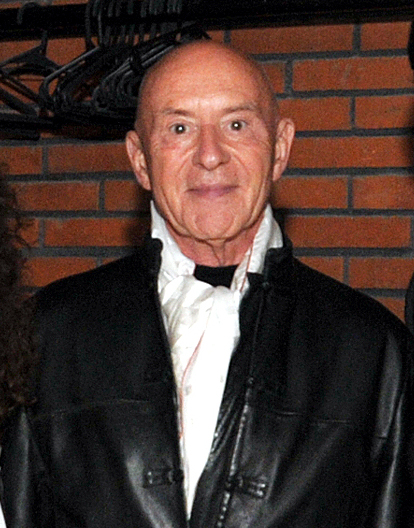
Christoph Eschenbach (undatiert)

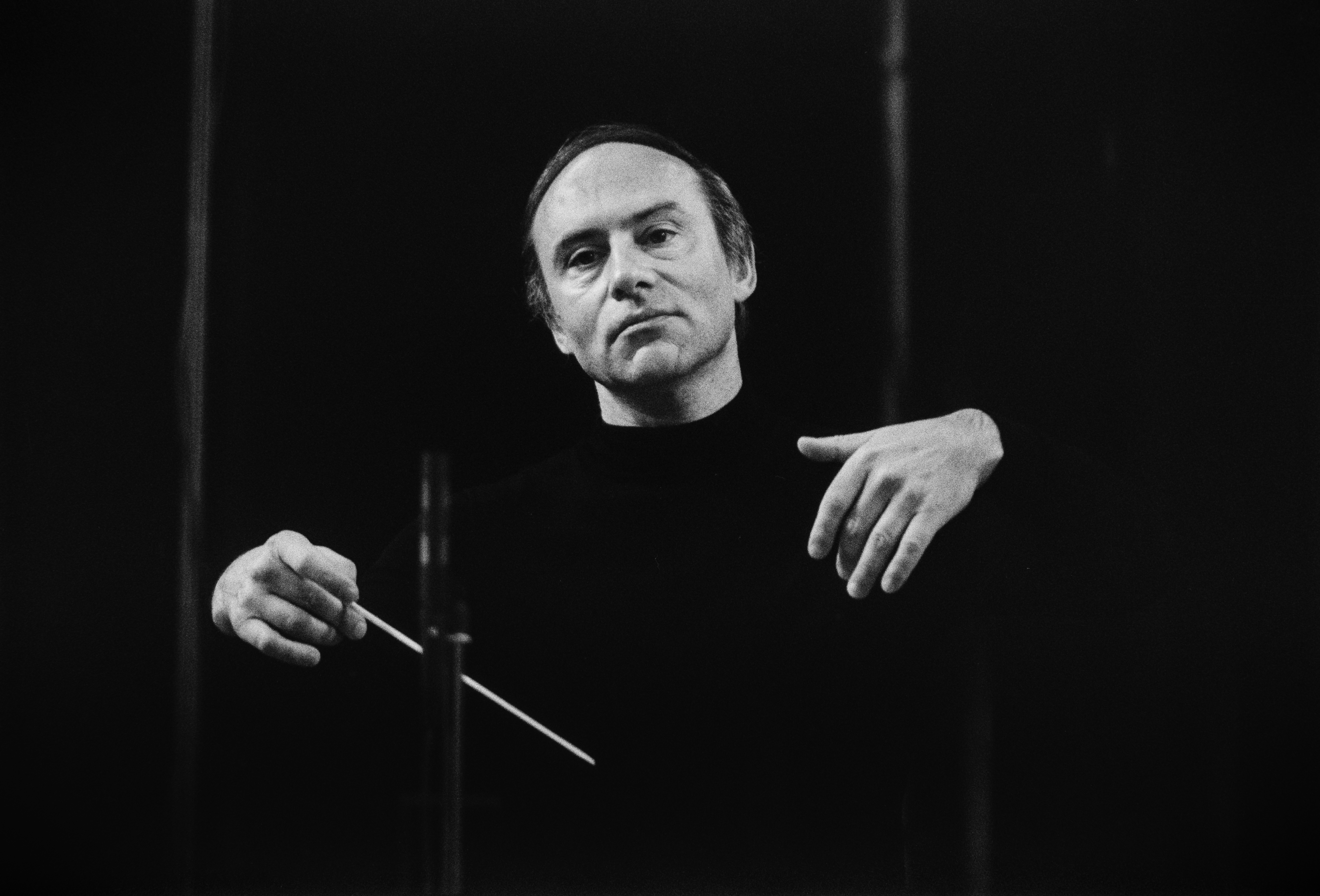
Christoph Eschenbach (1985)

Christoph Eschenbach (* 20. Februar 1940 in Breslau als Christoph Ringmann) ist ein deutscher Pianist und Dirigent.

## Leben

### Kindheit und Jugend
Christoph Eschenbach wurde als Sohn des Musikwissenschaftlers Heribert Ringmann (1900–1945) und der Klavierpädagogin und Sängerin Margarethe Jaross in Breslau geboren. Sein Vater war Professor an der dortigen Universität und fiel im Zweiten Weltkrieg als Angehöriger eines Bewährungsbataillons, in das er als Gegner des Nationalsozialismus versetzt worden war. Seine Mutter starb bei seiner Geburt. Zunächst kümmerte sich die Großmutter um den Jungen, aber auch sie starb im Winter 1945/46 nach der Flucht aus Schlesien in einem Flüchtlingslager in Mecklenburg. Schließlich wurde er 1946 von einer Cousine seiner Mutter, Wallydore Eschenbach, und ihrem Ehemann Wolfram Eschenbach aufgenommen. Bei seinen Adoptiveltern, deren Namen er annahm, wuchs er auf, zunächst in Wismar, später in Neustadt in Holstein. Seine Adoptivmutter, selbst Pianistin, entdeckte Christophs Interesse an Musik und unterrichtete ihn von 1948 bis 1959 im Klavierspiel. Bereits als Zehnjähriger gewann Christoph Eschenbach beim Hamburger Steinway-Wettbewerb den 1. Preis. Gleichfalls schon als Kind spielte er die Orgel in der Basilika Altenkrempe im gleichnamigen Dorf bei Neustadt. 1959 legte er am Einhard-Gymnasium in Aachen sein Abitur ab.

### Werdegang als Pianist
Nach dem Abitur studierte Eschenbach an der Musikhochschule Köln bei Hans-Otto Schmidt-Neuhaus.  Nach Hamburg zurückgekehrt, studierte er an der Hochschule für Musik und Theater Hamburg bei Eliza Hansen Klavier und bei Wilhelm Brückner-Rüggeberg Dirigieren. Nachdem er 1962 beim ARD-Wettbewerb prämiert worden war und 1965 den Internationalen Clara-Haskil-Klavierwettbewerb in Luzern gewonnen hatte, begann er seine internationale Karriere als Pianist 1966 mit Auftritten in London und 1969 in den USA. Eine anhaltende, nachhaltige künstlerische Zusammenarbeit verband ihn sowohl mit Herbert von Karajan als auch mit George Szell.
Eschenbach widmete sich auch intensiv der Liedbegleitung und der Kammermusik, insbesondere mit den von ihm gegründeten Houston Symphony Chamber Players. Mit seinem ehemaligen Hamburger Kommilitonen Justus Frantz und mit Tzimon Barto spielte er Klaviermusik zu vier Händen oder an zwei Flügeln. Popularität erlangten seine Einspielungen der Konzerte für mehrere Klaviere von Mozart und Johann Sebastian Bach mit Justus Frantz und Helmut Schmidt als Klavierpartner. 2012 war Eschenbach Residence-Künstler an der Philharmonie Essen.

### Werdegang als Dirigent

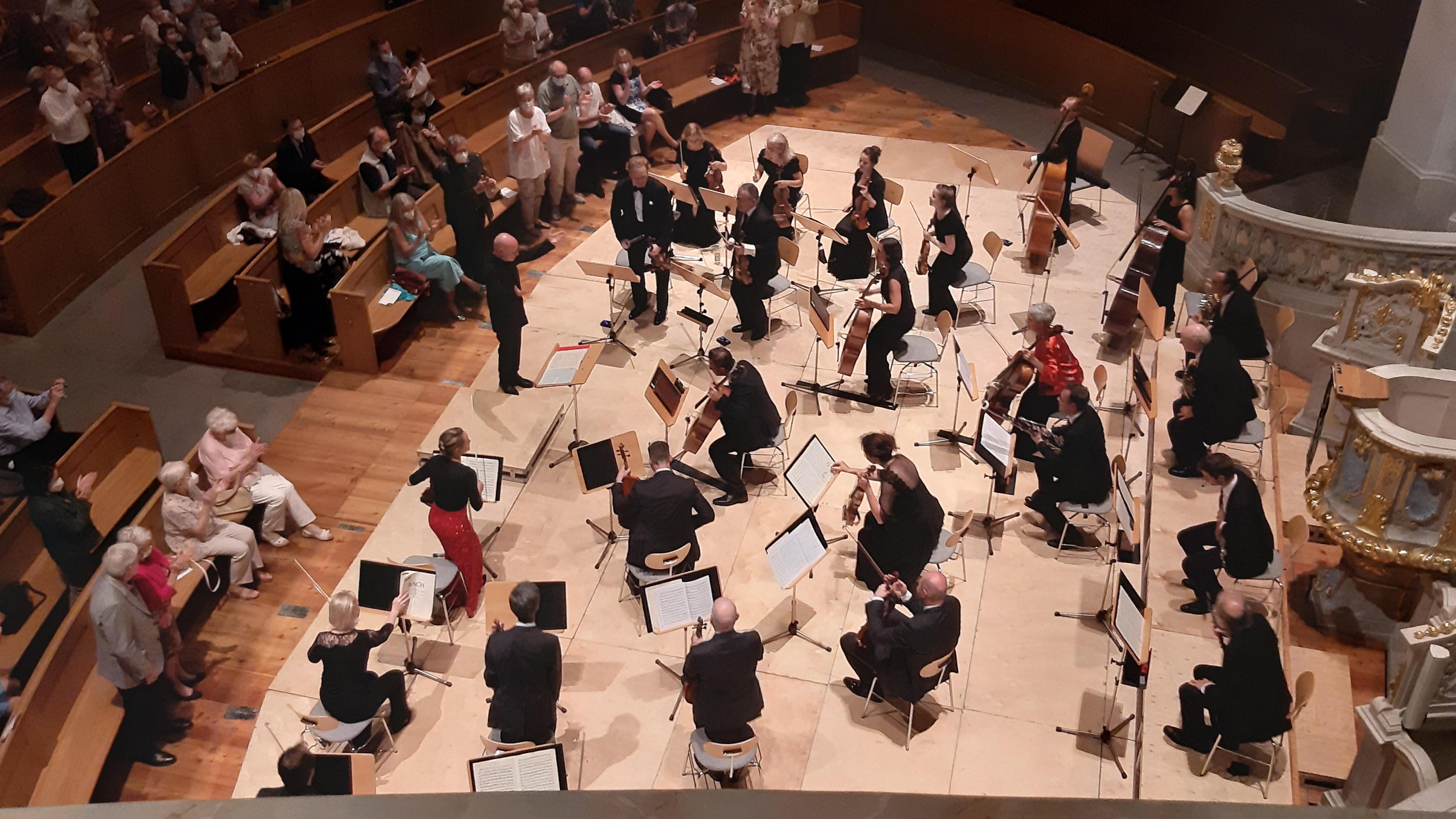
Christoph Eschenbach als Leiter des Zürcher Kammerorchesters in der Dresdner Frauenkirche

1972 debütierte Eschenbach als Dirigent mit einer Aufführung der 3. Sinfonie von Anton Bruckner in Hamburg. Dirigieren sollte hierauf bald zum Schwerpunkt seiner Tätigkeit werden. So war Eschenbach in den Jahren 1979 bis 1981 Generalmusikdirektor der Staatsphilharmonie Rheinland-Pfalz in Ludwigshafen am Rhein und von 1982 bis 1985 Chefdirigent des Tonhalle Orchesters Zürich. 1988 bis 1999 war er Leiter des Houston Symphony Orchestra, dessen Ehrendirigent (Conductor Laureate) er heute ist. Von 1995 bis 2003 war Christoph Eschenbach Music Director des Ravinia Festival, des Sommerfestivals (Sommerresidenz) des Chicago Symphony Orchestra. Von 1998 bis 2004 hatte er die Leitung des NDR Sinfonieorchesters inne; von 1999 bis 2002 war er zudem Künstlerischer Leiter des Schleswig-Holstein Musik Festivals. Anschließend übernahm er 2003 bis 2008 als Music Director die Leitung des Philadelphia Orchestra und war zeitgleich von 2000 bis 2010 Directeur musical des Orchestre de Paris. Von 2010 bis 2017 oblag Christoph Eschenbach die künstlerische Leitung des National Symphony Orchestra in Washington, D.C. und dessen Spielstätte John F. Kennedy Center for the Performing Arts. Er verfolgt zudem eine rege internationale Gastdirigententätigkeit. Seit 2016 ist er Ehrendirigent der Bamberger Symphoniker. Für das beste klassische Sammelprogramm erhielt er den Grammy 2014. 2016 dirigierte er The Turn of the Screw an der Mailänder Scala.
Im August 2019 übernahm er das Konzerthausorchester Berlin; der zunächst bis 2022 befristete Vertrag wurde bis 2023 verlängert. Seit September 2024 ist Christoph Eschenbach in seiner Geburtsstadt Breslau für fünf Spielzeiten künstlerischer Leiter der NFM Breslauer Philharmonie.
Bei den Bayreuther Festspielen dirigierte er 2000 die Oper Parsifal.
Von 2022 bis 2024 war er Ehren-Gastdirigent des Copenhagen Phil - hele Sjaellands symfoniorkest.

### Mentor
Zu seinen dirigentischen Mentoren zählt Christoph Eschenbach den nachhaltigen Einfluss der jahrelangen Zusammenarbeit mit Herbert von Karajan und George Szell. Er selbst hat sich ebenfalls um musikalische Förderung bemüht. So zählt er auf seiner Website u. a. die Pianisten Tzimon Barto und Lang Lang, die Geigerin Julia Fischer sowie die Sängerin Renée Fleming zu seinen Protegés.
Christoph Eschenbach ist seit 2004 Principal Conductor des Festivalorchesters des Schleswig-Holstein Musik Festival, einem internationalen Orchester von Musikstudierenden aus aller Welt, mit dem er allsommerlich Symphonie- und Kammerkonzerte aufführt und nach Gegebenheiten Tourneen unternimmt. Als Mitbegründer des Schleswig-Holstein Musik Festival, begnadeter Musikpädagoge und engagierter Förderer junger Talente wurde er im Sommer 2025 zum Ehrenvorsitzenden des Schleswig-Holstein Musik Festival e.V. berufen.

## Repertoire
Das pianistische wie dirigentische Repertoire Christoph Eschenbachs reicht vom Barock bis zur Gegenwart. Pianistisch bekannt ist er insbesondere für seine Schubert- und Mozart-Aufnahmen, letztere häufig zusammen mit Justus Frantz, mit dem er über die gemeinsame Lehrerin Eliza Hansen zusammengekommen war. Er betätigt sich auch als Liedbegleiter, so mit Peter Schreier, mit  Dietrich Fischer-Dieskau, mit dem er eine Gesamtaufnahme der Lieder Robert Schumanns einspielte, oder mit Matthias Görne.
Im Jahre 1968 brachte Eschenbach in Bielefeld das zweite Klavierkonzert von Hans Werner Henze zur Uraufführung, das dieser ihm gewidmet hatte.
Später verzichtete Eschenbach auf pianistische Soloauftritte und tritt seitdem häufig mit Tzimon Barto als Duopartner und nach wie vor als Liedbegleiter auf.
Christoph Eschenbach dirigiert sowohl Konzert- als auch Opern-Repertoire und bemüht sich stets um Aufführungen und Uraufführungen zeitgenössischer Komponisten.
Seine Diskographie (LP und CD) als Pianist und Dirigent ist reichhaltig und vielfältig und spiegelt seine künstlerische Bandbreite wider.

## Auszeichnungen
- 1990: Bundesverdienstkreuz 1. Klasse
- 2000: Kulturpreis Schlesien des Landes Niedersachsen
- 2002: Großes Bundesverdienstkreuz mit Stern
- 2006: Commandeur des Ordre des Arts et des Lettres[11]
- 2010: Verdienstorden des Landes Schleswig-Holstein
- 2014: Grammy in der Kategorie „Best Classical Compendium“ (Hindemith: Violinkonzert – Symphonic Metamorphosis – Konzertmusik op. 50)
- 2014: Rheingau Musikpreis
- 2015: Ernst von Siemens Musikpreis[12]
- 2016: Paul-Hindemith-Preis der Stadt Hanau
- 2019: Ehrenprofessor des Landes Schleswig-Holstein
- 2024: Ehrendoktor der Hochschule für Musik und Darstellende Kunst Frankfurt am Main
- 2025: Ehrenvorsitz des Schleswig-Holstein Musik Festival e.V.[13]

## Filmdokumentation
- Christoph Eschenbach. Porträt des Pianisten. Deutsche TV-Dokumentation von Florian Furtwängler, ZDF 1977, ca. 50 Minuten
- Der Dirigent Christoph Eschenbach – Aus der Stille in die Musik. 19. November 2017, archiviert vom Original am 25. November 2017 (TV-Übertragung auf arte HD, ca. 40 Minuten).